# Drinkschaal

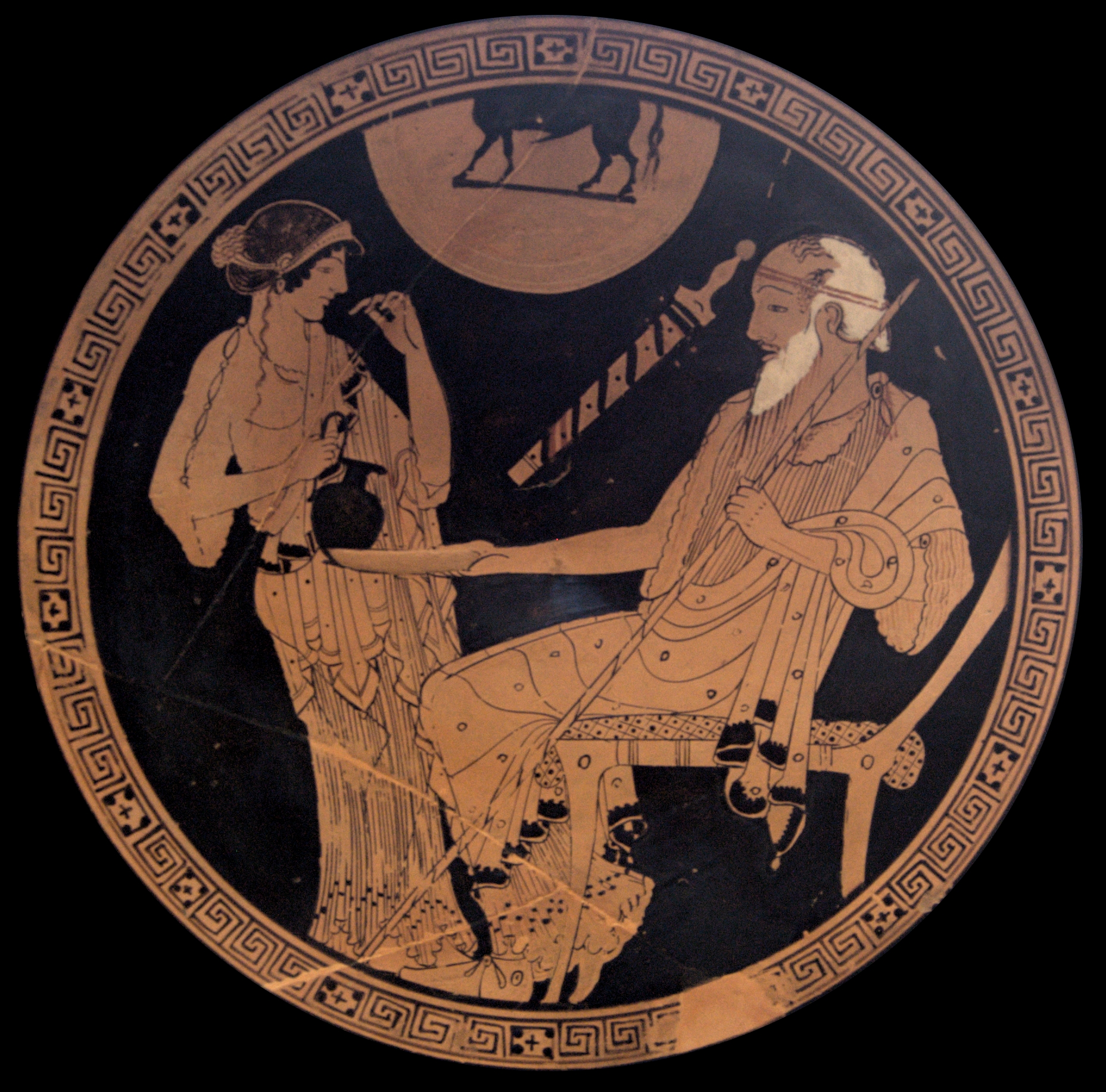
Briseïs schenkt Phoinix wijn in

Een drinkschaal (in het Grieks kylix) is een schaal van aardewerk waaruit de oude Grieken wijn dronken. Het zijn vrij platte schalen op een voet of lage standring en met handvatten aan twee zijden. Wijn werd in die tijd altijd met water aangelengd. Drinkschalen stammen uit de 6e tot 3e eeuw voor Christus.
Van binnen zijn de schalen vaak gedecoreerd, maar niet altijd. Het middengedeelte is vrijwel vlak. Zowel roodfigurig als zwartfigurig aardewerk komt voor. Als de wijn in de schaal is gegoten, zal de afbeelding aan levendigheid winnen wanneer de wijn zachtjes heen en weer wordt bewogen. Omdat de drinkschalen doorgaans bij feestelijke bijeenkomsten gebruikt werden (vaak alleen onder mannen) bestaan de decoraties uit helden uit de Griekse mythologie, maar ook erotische afbeeldingen komen voor. In de huidige musea staan deze echter meestal boven in de kasten, zodat ze niet bekeken kunnen worden door het moderne publiek. Ook de Griekse god van de wijn, Dionysos, wordt vaak afgebeeld.
Veel van deze drinkschalen werden gemaakt door Vulci, een bekende schalenmaker uit de 5e eeuw v.C.